# Sigrid Hofer
Sigrid Hofer (* 28. August 1956 in Sindelfingen) ist eine deutsche Kunsthistorikerin.

## Leben
Sie studierte von 1976 bis 1982 Kunstgeschichte, Geschichte und Ethnologie in München, Berlin und Bamberg (1982 Magister Artium, 1985 Promotion). Von 1990 bis 1998 war sie wissenschaftliche Assistentin am Kunstgeschichtlichen Institut der Goethe-Universität. Ab 2003 war sie Professorin für Kunstgeschichte an der Philipps-Universität Marburg und ist seit 2022 im Ruhestand.
Ihre Forschungsschwerpunkte sind Architekturgeschichte und -theorie des 19. und 20. Jahrhunderts, Reformbewegungen um und nach 1900, bildende Kunst nach 1945 und deutsch-deutsche Kunstgeschichte.